# Remmius vultuosus
Remmius vultuosus là một loài nhện trong họ Sparassidae.
Loài này thuộc chi Remmius. Remmius vultuosus được Eugène Simon miêu tả năm 1897.